# Geroncjusz (metropolita Moskwy)
Geroncjusz (ros. Геронтий) (ur. ?, zm. 1489) – metropolita Moskwy (od 1473 do 1489) i pisarz. Pod koniec lat 1470 skonfliktował się z Iwanem III m.in. o procedury konsekracji nowych kościołów. Podczas Stanięcia nad rzeką Ugra (konfliktu Wielkiej Ordy z Wielkim Księstwem Moskiewskim) w 1480 roku Geroncjusz opowiadał się za stawianiem oporu Złotej Ordzie do samego końca. W stosunku do herezji, które już nękały Moskwę i Nowogród, zajmował umiarkowane stanowisko.
Geroncjusz zmarł w 1489 r. i został pochowany w Soborze Zaśnięcia Matki Bożej w Moskwie.

## Literatura
1. Metropolita Makary. Historia Rosyjskiej Cerkwi Prawosławnej.(ros.)